# José de la Cruz Ayala
José de la Cruz Ayala Bareiro (Mbuyapey, 13 de septiembre de 1863-Paraná, 29 de enero de 1892), conocido por su seudónimo «Alón», fue un periodista, docente y político paraguayo, uno de los fundadores del partido político Centro Democrático, que posteriormente se convirtió en el Partido Liberal Radical Auténtico. Desempeñó un papel fundamental en la política paraguaya a finales del siglo XIX.

## Biografía
Oriundo de Mbuyapey, Departamento de Paraguarí, Paraguay, Ayala nació el 13 de septiembre de 1863. Sus padres fueron José del Rosario Ayala y Escolástica Bareiro. Quedó huérfano de padre siendo muy pequeño, a los cinco años, cuando su padre y su hermano mayor fueron bárbaramente asesinados. La familia Ayala se estableció en Mbuyapey en 1810, cuando José Ignacio Ayala, abuelo paterno de José de la Cruz Ayala, adquirió una extensa propiedad de más de siete mil hectáreas de tierra conocida como Ayala Guasu.
Su seudónimo «Alón» posiblemente se refiere al sombrero de ala ancha que estaba de moda en aquella época entre los jóvenes disconformes. Otra versión está relacionada con la voz francesa Allons de La Marsellesa.
Durante la guerra de la Triple Alianza, vivió una infancia marcada por los episodios dolorosos del conflicto. Inició sus estudios primarios en Mbuyapey y posteriormente recibió una beca para continuar su educación en el Colegio Nacional de la capital, fundado en 1877. Allí, junto a otros estudiantes, participó en un curso preparatorio en el Colegio Municipal dirigido por Facundo Machaín. Alón formó parte de un grupo de bachilleres en Ciencias y Letras en 1882, donde destacó por sus logros académicos. Fue profesor de historia romana, medieval y moderna del Colegio Nacional de la Capital, antes de cumplir 21 años.
Se le reconoce como uno de los fundadores del Centro Democrático en Paraguay junto con Antonio Taboada y Cecilio Báez. Alón se destacó por su compromiso con la lucha contra la corrupción política y la defensa de los derechos del pueblo durante el periodo del gobierno caballerista en el siglo XIX. Participó activamente en la reunión preparatoria del Centro Democrático, celebrada el 2 de julio de 1887 en Asunción, la capital paraguaya.
Su labor como periodista y su dedicación como docente de historia contribuyeron a la difusión de ideas democráticas y a la promoción de la transparencia electoral. Alón desempeñó un papel relevante en la denuncia de irregularidades electorales, entre ellas el fraude ocurrido en Villarrica el 12 de junio de 1887. Alón se desempeñó como redactor en el periódico El Heraldo, periódico de combate editado por el español Jiménez Martín y el argentino Manuel Curuchet, donde tuvo la oportunidad de plasmar su visión crítica y su compromiso con la defensa de los derechos y la justicia. A través de sus escritos, abordó temas de relevancia social y política, siendo reconocido por su estilo directo y comprometido. El primer artículo publicado en El Heraldo con el pseudónimo de Alón fue del 6 de mayo de 1884. Su labor periodística también lo llevó a enfrentar dificultades. Debido a sus posturas críticas y su denuncia de injusticias, se vio obligado a exiliarse y fue también confinado en el Chaco en algún momento de su vida.
Además de periodista fue un creador. Su obra literaria plasmada en La Leyenda del Urutaú, La Leyenda Guaraní y La Leyenda del Diluvio fueron muy valoradas por las crónicas periodísticas de la época.
En la arena política, se lanzó como candidato a diputado por el decimotercer distrito electoral, que incluía Ybycuí, Quyquyhó y Mbuyapey, para las elecciones de febrero de 1891, con un programa legislativo expuesto en un manifiesto. Esos distritos fueron víctimas de atropellos por las fuerzas opositoras. Eran tiempos de elecciones teñidas en sangre. Ayala se escondía en casa de amigos.
Falleció en el exilio, específicamente en la ciudad de Paraná, Argentina, el 29 de enero de 1892 a los 27 años de edad.